# Малакка (місто)
Мала́кка (малай. Melaka, ملاك; кит.: 马六甲) — місто в Малайзії на південно-східному узбережжі Малайського півострова. Столиця губернаторства Малакка. Розміщений на березі Малаккської протоки. Місто розділяє на дві частини річка Малакка.

## Загальні відомості
Малакка — історичний центр Малайзії, розміщений за 160 км від Куала-Лумпур.
Вона насамперед відома своєю історією, старовинною архітектурою і традиціями. Вона була заснована на початку XV століття індійським принцом у вигнанні Парамешвара, який прийняв іслам.
Також виникнення та подальший розвиток міста зумовлено вигідному географічному розташуванню. Він знаходиться на морському шляху з Індії в Китай.
Парамешвара всіляко стимулював будівництво і комерцію. За декілька десятиліть місто перетворилося в процвітаюче портове місто, один з найбільших торгових центрів Південно-Східній Азії.
В Малакці змінилося декілька колоніальних правлінь: португальське, голландське і англійське. Деякі споруди тих часів збереглися досі й гармонійно поєднуються з сучасними.
Тут збереглися з часів її «золотого часу» огороджений стіною Колодязь султана, найстаріші в країні даоські храми Ченг Хун Тенг і Пох Сан Тенг, китайське кладовище на Китайському Пагорбі Букіт Чайна (найбільше за межами Китаю). Також в Малакці є залишки неприступної португальської фортеці XVI століття «Формоза», стіна собору «Богородиці» а також невеличке поселення нащадків португальського гарнізону. В старому місті збереглися покриті черепицею голландські будинки, в одному з яких знаходиться музей історії (найстаріші голландські споруди в Південно-Східній Азії), церква XVIII століття. Зараз усе це, як і відомі, вкриті різьбою китайські будиночки, — історичний заповідник.

## Погода
Погода в Малаці жарка і волога протягом року з кількістю опадів, інтенсивність яких залежить від пори року. Вона є одним з найбільш сухих міст у Малайзії, отримує менше 2000 мм опадів за рік, у той час як в більшості районів півострівної Малайзії отримують в середньому близько 2500 мм опадів на рік. Проте, Малакка не має сухих сезонів, середня кількість опадів як правило більше 100 мм для кожного місяця. Клімат міста класифікується як екваторіальний (Af) в рамках системи класифікації клімату Кеппена. Відносно стабільна погода дозволяє туристам відвідувати місто протягом всього року. Температури зазвичай знаходиться в діапазоні від 30 °C до 35 °C протягом дня і від 27 °C до 29 °C — в нічний час, хоча температура може падати після періоду сильних дощів. Як правило, річна кількість опадів у місті становить нижче річної кількості опадів Малайзії в цілому. Тут, як правило, дощі йдуть ввечері після спекотного і вологого дня.
| Клімат Малакки (1961–1990)                 | Клімат Малакки (1961–1990) | Клімат Малакки (1961–1990) | Клімат Малакки (1961–1990) | Клімат Малакки (1961–1990) | Клімат Малакки (1961–1990) | Клімат Малакки (1961–1990) | Клімат Малакки (1961–1990) | Клімат Малакки (1961–1990) | Клімат Малакки (1961–1990) | Клімат Малакки (1961–1990) | Клімат Малакки (1961–1990) | Клімат Малакки (1961–1990) | Клімат Малакки (1961–1990) |
| Показник                                   | Січ.                       | Лют.                       | Бер.                       | Квіт.                      | Трав.                      | Черв.                      | Лип.                       | Серп.                      | Вер.                       | Жовт.                      | Лист.                      | Груд.                      | Рік                        |
| Абсолютний максимум, °C                    | 35,2                       | 37,3                       | 37,2                       | 37,3                       | 38,0                       | 34,7                       | 35,7                       | 35,0                       | 35,6                       | 35,6                       | 34,0                       | 34,3                       | 38,0                       |
| Середній максимум, °C                      | 31,4                       | 32,6                       | 32,6                       | 32,4                       | 31,8                       | 31,4                       | 31,0                       | 30,9                       | 31,0                       | 31,3                       | 31,0                       | 30,9                       | 31,5                       |
| Середня температура, °C                    | 26,1                       | 26,7                       | 27,0                       | 27,0                       | 27,1                       | 26,8                       | 26,4                       | 26,4                       | 26,4                       | 26,4                       | 26,1                       | 26,0                       | 26,5                       |
| Середній мінімум, °C                       | 22,5                       | 22,9                       | 23,1                       | 23,4                       | 23,4                       | 23,0                       | 22,7                       | 22,7                       | 22,7                       | 22,9                       | 22,9                       | 22,6                       | 22,9                       |
| Абсолютний мінімум, °C                     | 19,0                       | 20,0                       | 20,0                       | 19,0                       | 20,0                       | 20,0                       | 19,0                       | 20,0                       | 21,0                       | 21,0                       | 21,0                       | 20,0                       | 19,0                       |
| Середня кількість сонячних годин на місяць | 193,0                      | 202,5                      | 214,8                      | 207,5                      | 210,5                      | 193,9                      | 201,3                      | 191,2                      | 171,5                      | 179,6                      | 156,9                      | 166,8                      | 2389,5                     |
| Норма опадів, мм                           | 73.3                       | 90.9                       | 144.1                      | 197.5                      | 172.0                      | 165.8                      | 164.2                      | 164.1                      | 210.2                      | 212.9                      | 231.5                      | 123.8                      | 1950.3                     |
| Днів з дощем                               | 7                          | 7                          | 10                         | 13                         | 12                         | 10                         | 12                         | 12                         | 13                         | 14                         | 17                         | 11                         | 138                        |
| Вологість повітря, %                       | 80                         | 79                         | 82                         | 85                         | 86                         | 86                         | 86                         | 86                         | 86                         | 86                         | 87                         | 83                         | 84                         |
| ------------------------------------------ | -------------------------- | -------------------------- | -------------------------- | -------------------------- | -------------------------- | -------------------------- | -------------------------- | -------------------------- | -------------------------- | -------------------------- | -------------------------- | -------------------------- | -------------------------- |
| Джерело: NOAA                              |                            |                            |                            |                            |                            |                            |                            |                            |                            |                            |                            |                            |                            |

## Туризм
Малакка славиться також відмінними пляжами на узбережжі Малаккської протоки.
Місто популярне серед туристів, у ньому є декілька музеїв і відмінне екскурсійне обслуговування.
- Фортеця «Формоза»

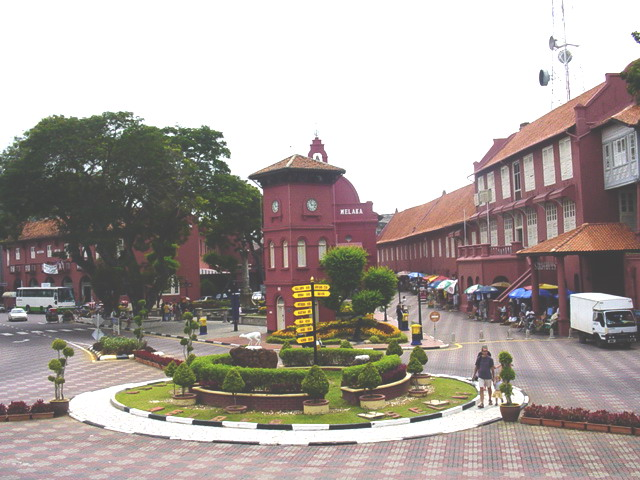
Малакська ратуша

- Кладовище на Китайському Пагорбі Букіт Чайна
- Даоський храм Ченг Хун Тенг
- Голландська площа
- Церква св. Франциска Ксав'є
- Мавзолей Ханг Джебат
- Мавзолей Ханг Кастурі
- Меморіал незалежності
- Мечеть Кампонг Хулу
- Мечеть Кампонг Келінг
- Португальське поселення
- Даоський храм Пох Сан Тенг
- Індійський храм Шрі Поййятха
- Форт св. Іоанна
- Форт св. Павла
- Руїни Церкви Св. Павла
- Церква Св. Петра
- Колодязь султана
- Мечеть Транквера
- Вікторіанський фонтан
- Музей краси

## Міста партнери
- Вальпараїсо, Чилі (23 червня 1991)[2][3]
- Кашгар, Китай (14 лютого 2012)[4]
- Нанкін, Китай (2001)[5][6]
- Янчжоу, Цзянсу, Китай
- Пеканбару, Ріау, Індонезія
- Шираз, Іран
- Зенджан, Іран
- Куала-Лумпур, Малайзія (15 квітня 1985)[7]
- Горн, Нідерланди (8 листопада 1989)[3]
- Лісабон, Португалія (16 січня 1984)[3]

## Галерея
| Малакка. Госпіталь Пантай. | Пам'ятник національної спадщини | Меморіал декларації незалежності | Малакка. «Wisma Air» |